# Мелики
Мелики или Мелик (на гръцки: Μελίκη) е село в Република Гърция, дем Александрия, област Централна Македония.

## География
Селото е разположено в областта Урумлък (Румлуки), на 15 km източно от Бер (Вероя), на надморска височина от 40 m на източния бряг на Бистрица (Алиакмонас).

## История

### В Османската империя
В XIX век Мелики е село в Османската империя. Александър Синве („Les Grecs de l’Empire Ottoman. Etude Statistique et Ethnographique“) в 1878 година пише, че в Мелики (Méliki), Китроска епархия, живеят 690 гърци. Според Васил Кънчов („Македония. Етнография и статистика“) в 1900 година Миликъ (Менликъ) е село в Берска каза и в него живеят 400 гърци християни.
По данни на секретаря на Българската екзархия Димитър Мишев („La Macédoine et sa Population Chrétienne“) в 1905 година в Мелик (Менлик) (Melik Menlik) живеят 395 гърци.

### В Гърция
През Балканската война в 1912 година в селото влизат гръцки части и след Междусъюзническата в 1913 година Мелики остава в Гърция. След Първата световна война в 1922 година в селото са заселени малко гърци бежанци. В 1928 година Мелики е смесено местно-бежанско селище с 43 бежански семейства и 156 жители бежанци.
Селяните се занимават предимно със земеделие, като произвеждат памук и пшеница. Селото е икономическият център на района.
| Име          | Име          | Ново име   | Ново име   | Описание                 |
| ------------ | ------------ | ---------- | ---------- | ------------------------ |
| Чешме        | Τσεσμές      | Вриси      | Βρύση      |                          |
| Мегало Мелио | Μεγάλο Μελιό | Акакиес    | Ακακίες    | местност на З от Мелики  |
| Бояти        | Μπογιάτι     | Хроматисто | Χρωματιστό | местност на Ю от Мелики  |
| Римнио       | Ρίμνιο       | Палиодасос | Παλιοδάσος | местност на СЗ от Мелики |

| Година    | 1913 | 1920 | 1928 | 1940 | 1951 | 1961 | 1971 | 1981 | 1991 | 2001 | 2011 | 2021 |
| --------- | ---- | ---- | ---- | ---- | ---- | ---- | ---- | ---- | ---- | ---- | ---- | ---- |
| Население | 985  | 1007 | 1366 | 2088 | 2220 | 2662 | 3033 | 3245 | 3290 | 3102 | 3116 | 2838 |

## Побратимени градове
- Павел баня, България

## Личности
Родени в Мелики
- Тасос Бардзокас (р. 1979), гръцки политик